# Вилијам Конгрив
Сер Вилијам Конгрив (енгл. Sir William Congreve, 2nd Baronet; Кент, 20. маја 1772 — 16. маја 1828), британски пуковник, инжењер и проналазач.

## Проналазач
Сер Вилијам Конгрив бавио се усавршавањем артиљеријских цеви, лафета и нишанских справа. Инспирисан индијским ракетама које је Типу Султан користио у Мајсорским ратовима, конструисао је 1805. ракете са експлозивном главом, које су имале више психолошки него материјални ефекат. Те ракете употребљене су први пут при нападу на Булоњ на Мору 1806, а затим на Копенхаген 1807 (са британских бродова), где су изазвале велики пожар. Коришћене су у више битака у Наполеоновим ратовима, нарочито при нападу на Гдањск и Лајпциг (1813). Конгривовим ракетама биле су наоружане ракетне јединице све до 1860.

## Писац
Написао је више дела, међу којима су Конгривов ракетни систем (енгл. The Congreve Rocket System), објављено у три издања за његовог живота (1807, 1817. и 1821) у којима описује своја ракетна зрна, и Основна расправа о постављењу бродске артиљерије (енгл. An Elementary Treatise on the Mounting of Naval Ordnance), објављена 1812. године.